# Ентоні Джон Робінсон
Ентоні Джон Робінсон (англ. Anthony John Robinson, 22 липня 1925 — 24 липня 1982) — британський хокеїст на траві.
Бронзовий призер Олімпійських Ігор 1952 року, учасник 1956 року.